# 島田莊司
島田莊司（日语：／ Shimada Sōji，1948年10月12日—），日本作家、小說家，推理小说界“新本格派”推理小说的代表人物之一。

## 创作生涯
出生于日本广岛县。武藏野美术大学毕业后，从事过各式各样的工作，33岁时以本格推理《占星术杀人事件》初试啼声，入圍江戶川亂步獎，从此技惊四座。誉为“日本推理小说之神”的島田莊司，在日本推理小说界有着举足轻重的影响，当代所謂「新本格派」的推理作家，沒有一个不受到他的影响，新本格派的開創者绫辻行人甚至尊他为师。
在1980年代社会派推理小说盛行的时代，岛田以每年都推出一部话题作品的速度，另辟蹊径，开启了本格派推理小说的另一片天空。
島田的推理小說主要有兩大系列，一個以占星師御手洗潔為主角，代表作包括《占星術殺人魔法》、《異邦騎士》、《魔神的遊戲》等；另一個則以刑警吉敷竹史為主角，代表作包括《奇想、天慟》、《北方夕鶴2/3殺人》等。除此之外，他還有不少備受好評的單篇推理傑作，如1985年以《被詛咒的木乃伊》獲頒日本夏洛克福爾摩斯特別獎。
2007年，擔任家鄉廣島福山所舉辦的「島田莊司選　薔薇的城市福山推理文學新人獎」的評審。每年選出的長篇小說得獎作品，輪流由講談社、光文社和原書房出版。
2008年，台灣的皇冠文化集團舉辦「島田莊司推理小說獎」，首獎作品將由台灣的皇冠出版社、日本的文藝春秋社、中國大陸的當代世界出版社/青馬文化和泰國的南美出版社共同出版。

## 無冠帝王
1984年、島田莊司以《被詛咒的木乃伊》入圍直木獎。1985年、島田莊司以《那年夏天、19歲的肖像》第二次入圍直木獎。
1985年、島田莊司以《被詛咒的木乃伊》入圍吉川英治文学新人獎。
島田莊司曾連續八年入圍日本推理作家協會獎，皆未得獎。
2005年，島田莊司以《摩天樓的怪人》入圍本格推理大獎，最終以些微差距敗給東野圭吾的長篇推理小說《嫌疑犯X的獻身》。
因為島田莊司自從出道以來未曾獲獎，因此被稱為「無冠帝王」。
2008年10月22日，島田莊司榮獲第12回日本推理文學大獎，終於獲得生涯第一個獎項。

## 作品一覧

### 御手洗潔系列
長篇
- 1981年：（占星術殺人事件）
- 1982年：（斜屋犯罪）
- 1988年：（異邦騎士）
- 1990年：（黑暗坡的食人樹）
- 1991年：（水晶金字塔）
- 1992年：（眩暈）
- 1993年：（異位）
- 1996年：（龍臥亭殺人事件/龙卧亭事件）中国大陆出版时间：2024年4月29日，99读书人
- 2001年：（好萊塢證書）
- 2001年：（俄羅斯幽靈軍艦之謎/军舰消失之谜）
- 2002年：（魔神的遊戲）
- 2003年：（螺絲人）中国大陆出版时间：2018年8月3日，新星出版社[4]
- 2004年：（龍臥亭幻想）
- 2005年：（摩天樓的怪人）
- 2006年：（犬坊里美的冒險）
- 2006年：（最後的一球）
- 2013年：（星籠之海）
- 2016年：（屋頂的小丑們）
- 2018年：（鳥居的密室）
- 2023年：（迷迭香的甜美氣息）
- 2025年：

中、短篇
- 1987年：（御手洗潔的問候）
- 1990年：（御手洗潔的舞蹈）
- 1998年：（御手洗潔的旋律）
- 1999年：（P的密室）
- 1999年：（最後的晚餐）
- 2002年：（聖尼可拉斯的鑽石靴）
- 2003年：（上高地的開膛手傑克，收錄「上高地的開膛手傑克」與「山手的幽靈」）
- 2006年：（溺水的人魚）
- 2006年：（UFO大道，收錄「UFO大道」與「折傘的女人」）
- 2007年：（利比達寓言）
- 2011年：
- 2016年：（御手洗潔的追憶）

### 吉敷竹史系列
- 1984年：（寢台特急1/60秒障礙）
- 1984年：（出雲傳説7/8殺人）
- 1985年：（北方夕鶴2/3殺人）
- 1985年：（消失的「水晶特快」）
- 1985年：（死亡概率2/2）
- 1986年：（Y的构造）
- 1987年：（展望塔的杀人）
- 1987年：（灰之迷宫）
- 1988年：（深夜鳴響的一千隻鈴）
- 1989年：（靈魂離體殺人事件）
- 1989年：（奇想、天慟）
- 1990年：（羽衣傳說的回憶）
- 1991年：（字謎殺人事件）
- 1991年：（飛鳥的玻璃鞋）
- 1999年：（淚流不止）
- 2002年：，2006年文庫版改名（光之鶴）
- 2019年：

### 其他
- 1983年：（死者喝的水）
- 1984年：（謊言殺人事件）
- 1984年：（被詛咒的木乃伊）
- 1985年：（高山殺人行1/2之女）
- 1985年：（搜索殺人來電）
- 1985年：（身著綢緞的美人魚）
- 1985年：（夏天19岁的肖像）
- 1986年：（火刑都市）
- 1986年：（失蹤的上海女人）
- 1987年：（敞開吧！勝鬨橋）
- 1987年：（網走站發車、前路漫漫）
- 1988年：（謊言綁架事件）
- 1988年：（開膛手傑克的百年孤寂）
- 1988年：（賣毒的女人）
- 1989年：（隱身的女人）
- 1990年：（都市的黃寶石）
- 1990年：（手舞足蹈的猴子）
- 1992年：（來自天國的鎗彈）
- 1994年：
- 1994年：（秋好事件）
- 1997年：（三浦和義事件）
- 2003年：（透明人的小屋）
- 2005年：（伊甸的命題）
- 2006年：（帝都衛星軌道）
- 2010年：（写乐：闭锁之国的幻影）
- 2011年：（蛙鏡男怪談）
- 2012年：（惡魔島幻想）
- 2014年：
- 2015年：（「被詛咒的木乃伊」續集）
- 2015年：

## 外部連結
- Global Mystery Fusion Watch - 島田莊司官方網站（日文、繁体中文、韓文）
- 島田莊司推理小說獎 （页面存档备份，存于）
- WS刊島田莊司
- 季刊 島田莊司 on line
- 島田莊司選 薔薇的城市福山推理文學新人獎
- SSK家族
- 島田莊司的新浪微博